# Рожмитал под Тремшином
Рожмитал под Тремшином (чеш. Rožmitál pod Třemšínem) град је у Чешкој Републици. Град се налази у управној јединици Средњочешки крај, у оквиру којег припада округу Прибрам.

## Становништво
Према подацима о броју становника из 2014. године град је имао 4.428 становника.